# Список комендантов Петропавловской крепости

Список комендантов Петропавловской крепости — персоналии, занимавшие должность коменданта Петропавловской крепости.
В XVIII веке комендант Санкт-Петербургской крепости, как правило, имел должность обер-коменданта — он являлся комендантом города Санкт-Петербурга, и ему также подчинялись коменданты Кронштадта, Шлиссельбурга, Ямбурга, Копорья, Выборга и Кексгольма. Когда в 1796 году была введена должность коменданта города Санкт-Петербурга, должность обер-коменданта была упразднена, и с того времени в подчинении у комендантов находился только гарнизон крепости.
Комендант Петропавловской крепости считался третьим человеком в городе после императора и генерал-губернатора и по долгу службы должен был постоянно находился на территории крепости. С 1703 по 1917 год на этой должности сменился 31 комендант, из которых на Комендантском кладбище похоронено 19. В советский период должность коменданта Петропавловской крепости существовала до 1926 года, эту должность занимали 13 человек.
Ниже приведена таблица со списком комендантов, однако, по версии Русского Биографического Словаря (Россия, Санкт-Петербург/Москва, 1896—1918): Нарышкин, Кирилл Алексеевич, "назначенный в 1710-м году первым Петербургским комендантом, он оставался в этой должности до 1716 г." Тем не менее, его имя отсутствует в данном списке по какой-то причине.
| №  | Ф. И. О.                            | Годы жизни | Высшее звание (чин)                          | Комендант, гг. | Похоронен                                     |
| -- | ----------------------------------- | ---------- | -------------------------------------------- | -------------- | --------------------------------------------- |
| 1  | Ренне, Карл Эвальд                  | 1663—1716  | генерал от кавалерии                         | 1703—1704      | Умер в Польше                                 |
| 2  | Брюс, Роман Вилимович               | 1668—1720  | генерал-лейтенант                            | 1704—1720      | Комендантское кладбище                        |
| 3  | Чемезов, Михаил Осипович            | ?—1723     | полковник                                    | 1720—1723      | Комендантское кладбище                        |
| 4  | Бахмиотов, Яков Хрисанфович         | ?—1725     | бригадир                                     | 1723—1725      | Комендантское кладбище                        |
| 5  | Фаминцын, Егор Иванович             | ?—1731     | генерал-майор                                | 1725—1727      | Умер в крепости Астара (Персия)               |
| 6  | Урусов, Григорий Алексеевич         | 1680—1743  | генерал-майор                                | 1727—1730      |                                               |
| 7  | Порошин, Василий Иванович           | ?—1732     | генерал-майор                                | 1730—1732      |                                               |
| 8  | Есипов, Григорий Данилович          | ?—1734     | генерал-лейтенант                            | 1732—1734      | Комендантское кладбище                        |
| 9  | Игнатьев, Степан Лукич              | 1688—1747  | генерал-лейтенант                            | 1734—1747      | Комендантское кладбище                        |
| 10 | Мещерский, Фёдор Васильевич         | 1698—1756  | генерал-лейтенант                            | 1747—1756      | Комендантское кладбище                        |
| 11 | Костюрин, Иван Иванович             | 1719—1790  | генерал-аншеф                                | 1756—1764      | с. Косицы Верейского уезда.                   |
| 12 | Зиновьев, Николай Иванович          | 1717—1773  | генерал-поручик                              | 1764—1773      | Комендантское кладбище                        |
| 13 | Чернышёв, Андрей Гаврилович         | 1721—1797  | генерал-аншеф генерал-адъютант               | 1773—1797      | Лазаревское кладбище Александро-Невской лавры |
| 14 | Вязмитинов, Сергей Кузьмич          | 1748—1819  | генерал от инфантерии                        | 1797—1799      | Александро-Невская лавра                      |
| 15 | Долгоруков, Сергей Николаевич       | 1769—1829  | генерал-лейтенант                            | 1799—1801      | Умер в Париже                                 |
| 16 | Сафонов, Павел Андреевич            | 1762—1814  | генерал-лейтенант                            | 1801—1814      | Комендантское кладбище                        |
| 17 | Сукин, Александр Яковлевич          | 1764—1837  | генерал от инфантерии генерал-адъютант       | 1814—1837      | Комендантское кладбище                        |
| 18 | Крыжановский, Максим Константинович | 1777—1839  | генерал-лейтенант                            | 1837—1839      | Комендантское кладбище                        |
| 19 | Скобелев, Иван Никитич              | 1778—1849  | генерал от инфантерии                        | 1839—1849      | Комендантское кладбище                        |
| 20 | Набоков, Иван Александрович         | 1787—1852  | генерал от инфантерии генерал-адъютант       | 1849—1852      | Комендантское кладбище                        |
| 21 | Мандерштерн, Карл Егорович          | 1785—1862  | генерал от инфантерии                        | 1852—1862      | Большое кладбище, Рига                        |
| 22 | Сорокин, Алексей Фёдорович          | 1795—1869  | инженер-генерал                              | 1862—1869      | Комендантское кладбище                        |
| 23 | Корсаков, Николай Дмитриевич        | 1799—1876  | генерал от кавалерии                         | 1869—1876      | Комендантское кладбище                        |
| 24 | Майдель, Егор Иванович              | 1817—1881  | генерал от инфантерии генерал-адъютант барон | 1876—1881      | Комендантское кладбище                        |
| 25 | Ганецкий, Иван Степанович           | 1810—1887  | генерал от инфантерии генерал-адъютант       | 1881—1887      | Новодевичий монастырь                         |
| 26 | Верёвкин, Владимир Николаевич       | 1821—1896  | генерал от инфантерии                        | 1887—1896      | Комендантское кладбище                        |
| 27 | Эллис, Александр Вениаминович       | 1825—1907  | генерал от инфантерии                        | 1896—1907      | Комендантское кладбище                        |
| 28 | Комаров, Константин Виссарионович   | 1832—1912  | генерал от инфантерии генерал-адъютант       | 1908—1912      | Комендантское кладбище                        |
| 29 | Данилов, Владимир Николаевич        | 1852—1914  | генерал от инфантерии генерал-адъютант       | 1912—1914      | Комендантское кладбище                        |
| 30 | Зальца, Антон Егорович              | 1843—1916  | генерал от инфантерии                        | 1914—1916      | Комендантское кладбище                        |
| 31 | Никитин, Владимир Николаевич        | 1848—1922  | генерал от артиллерии                        | 1916—1917      | Умер в Париже                                 |
| 32 | Лисунов, Сергей Михайлович          | 1879—1937? | полковник                                    | 1917           | СССР                                          |